# Montserrat Iglesias Berzal
Montserrat Iglesias (Madrid, 1976) es una escritora de novela y crítica literaria además de profesora de lengua y literatura. Es autora del libro La marca del agua, publicado en 2021.

## Trayectoria
Montserrat Iglesias (Madrid, 1976) es escritora y profesora de lengua y literatura. Licenciada en Periodismo y Filología Hispánica, ha publicado artículos de crítica literaria en distintos medios.
Fue ganadora del I Premio Alma Negra  por la novela corta El terraplén. Su novela La marca del agua fue publicada en 2021 por Lumen siendo seleccionada como uno de los ocho mejores debuts narrativos del año por El Cultural.

## Reconocimientos
Montserrat Iglesias ganó el I Premio Alma Negra Ediciones por la novela corta El terraplén.
Su novela La marca del agua fue seleccionada como uno de los ocho mejores debuts narrativos de 2021 por El Cultural. Gracias a esta obra fue una de las galardonadas en el Festival de primera novela de Chambéry, Francia, en 2023.